# Comuna Velîkomîhailivka, Pokrovske
Velîkomîhailivka (în ucraineană Великомихайлівка) este o comună în raionul Pokrovske, regiunea Dnipropetrovsk, Ucraina, formată din satele Horoșe, Ianvarske, Lisne, Maliivka, Novoselivka, Orestopil, Sosnivka, Velîkomîhailivka (reședința) și Vorone.

## Demografie
Componența lingvistică a satului Velîkomîhailivka
     Ucraineană (95,05%)
     Rusă (4,58%)
     Alte limbi (0,28%)
Conform recensământului din 2001, majoritatea populației satului Velîkomîhailivka era vorbitoare de ucraineană (95,05%), existând în minoritate și vorbitori de rusă (4,58%).